# Carúpano
Carúpano est une ville de la côte nord-est du Venezuela, chef-lieu de la municipalité de Bermúdez et capitale de facto des quatre paroisses civiles qui la constitue, Macarapana, Santa Catalina, Santa Rosa et Santa Teresa. La ville est située à 120 km de la capitale de l'État de Sucre, Cumaná. En 2005, sa population est estimée à 112 102 habitants.

## Histoire
C'est très près de Carúpano, dans la péninsule de Paria, que Christophe Colomb débarqua pour la première fois sur le continent américain, lors de son troisième voyage (lors des deux premiers, il n'avait exploré que les îles de la mer Caraïbe).
C'est aussi à Carúpano que Simón Bolívar, publia un décret abolissant l'esclavage, en 1814.